# Palinustus waguensis
Palinustus waguensis is een tienpotigensoort uit de familie van de Palinuridae. De wetenschappelijke naam van de soort is voor het eerst geldig gepubliceerd in 1963 door Kubo.